# 沙德勒山
46°43′37″N 10°24′34″E / 46.72708°N 10.40936°E
沙德勒山（義大利語：Schadler），是中歐的山峰，位於瑞士和意大利接壤的邊境，屬於塞斯文納山脈的一部分，距離里姆斯峰0.8公里，該山峰海拔高度2,948米。